# Beats and Styles
Beats and Styles – fiński zespół muzyczny złożony z dwóch DJ-ów : DJ-a Alimo (wokal) i DJ-a Control (gitara, wokal). Ich prawdziwe imiona i nazwiska to Asmo Soivio i Jaakko Manninen.

 Nazwa zespołu odzwierciedla ich muzykę, która łączy w sobie elementy rocka, electro i house'u. Śpiewają jedynie w języku angielskim. Na swoim koncie mają już wspólne utwory z m.in. Papa Dee oraz raperem Elastinenem z fińskiego zespołu hip-hopowego Fintelligens.

Wcześniej DJ Alimo koncertował razem z Controlem. Teraz jednak, zajął się głównie stroną muzyczną i nie uczestniczy w tournee'ach. Raymond Ebanks znany z Bomfunk MC's też występował w tym zespole. Rapował m.in. w utworze "Dynamite".

## Dyskografia
- This is... Beats and Styles (2003)
- We're Not Ready Yet (2004)
- Everything is Everything (2005)
- Two White Monkeys (France) (2006)
- Walk, Don't Talk (2007)
- Straight Forward - The Best of Beats and Styles (2008)
- Schizosonics (2009)